# Política externa diversionista
Uma política externa diversionista, ou uma guerra diversionista, é um termo de relações internacionais que identifica uma guerra instigada pelo líder de um país para distrair sua população de seus próprios conflitos domésticos. O conceito deriva da Teoria da Guerra Diversionista, que afirma que os líderes ameaçados por turbulências domésticas podem iniciar um conflito internacional para melhorar sua posição. Existem dois mecanismos primários por trás da guerra diversionista: uma manipulação do efeito Rally Round the Flag Syndrome, causando um aumento do fervor nacional por parte do público em geral, e "aposta na ressurreição", em que um líder em uma situação doméstica perigosa toma decisões de política externa de alto risco com pequena chance de sucesso, mas com uma alta recompensa se forem bem-sucedidas.
Acadêmicos de Relações Internacionais dedicaram muita pesquisa à aplicação prática da guerra diversionista. Uma grande porcentagem investiga presidentes dos Estados Unidos e sua culpabilidade contestada participando de política externa diversionista. Apesar da imensa quantidade de esforço e pesquisa, os estudiosos ainda não formaram um consenso sobre a precisão da teoria, e as evidências empíricas são, na melhor das hipóteses, mistas.

## Efeitos

### Pretendido
Geralmente, a busca de uma política externa diversionista pode oferecer ao líder no poder quatro benefícios, todos os quais aumentam sua capacidade de permanecer no poder:
1. Uma política externa diversionista bem-sucedida poderia aumentar o apoio ao regime doméstico. Isso, por sua vez, aumenta o tempo que o governo tem para resolver seus problemas internos.
2. A tensão artificial criada a partir do conflito internacional pode justificar a supressão da dissidência por parte dos líderes.
3. A guerra no exterior poderia fazer com que a população simplesmente se distraísse das questões que induziram a insatisfação original com o governo.
4. A ameaça externa pode unificar o país através do efeito Rally Round the Flag Syndrome, criando um novo grupo externo que não seja o governo para a população direcionar sua insatisfação.

### Negativo
No entanto, todos essas vantagens dependem do sucesso na guerra diversionista que o governo que enfrenta conflitos internos incita. O fracasso nessas ações internacionais produziria efeitos negativos contra a intenção inicial do líder. Como resultado, o líder provavelmente enfrentaria mais conflitos internos, possivelmente acelerando sua perda de poder. No entanto, esse possível efeito negativo é abordado na Teoria da Guerra Diversionista. A própria teoria afirma que os líderes racionais que enfrentam uma destituição quase inevitável do cargo tornam-se mais propensos a apostar em uma guerra diversionista arriscada. Se a insatisfação existente está levando à sua remoção do cargo, uma política externa diversionista só deixa margem para ganhos.